# Modernisme brasiler

Abaporu, de Tarsila do Amaral

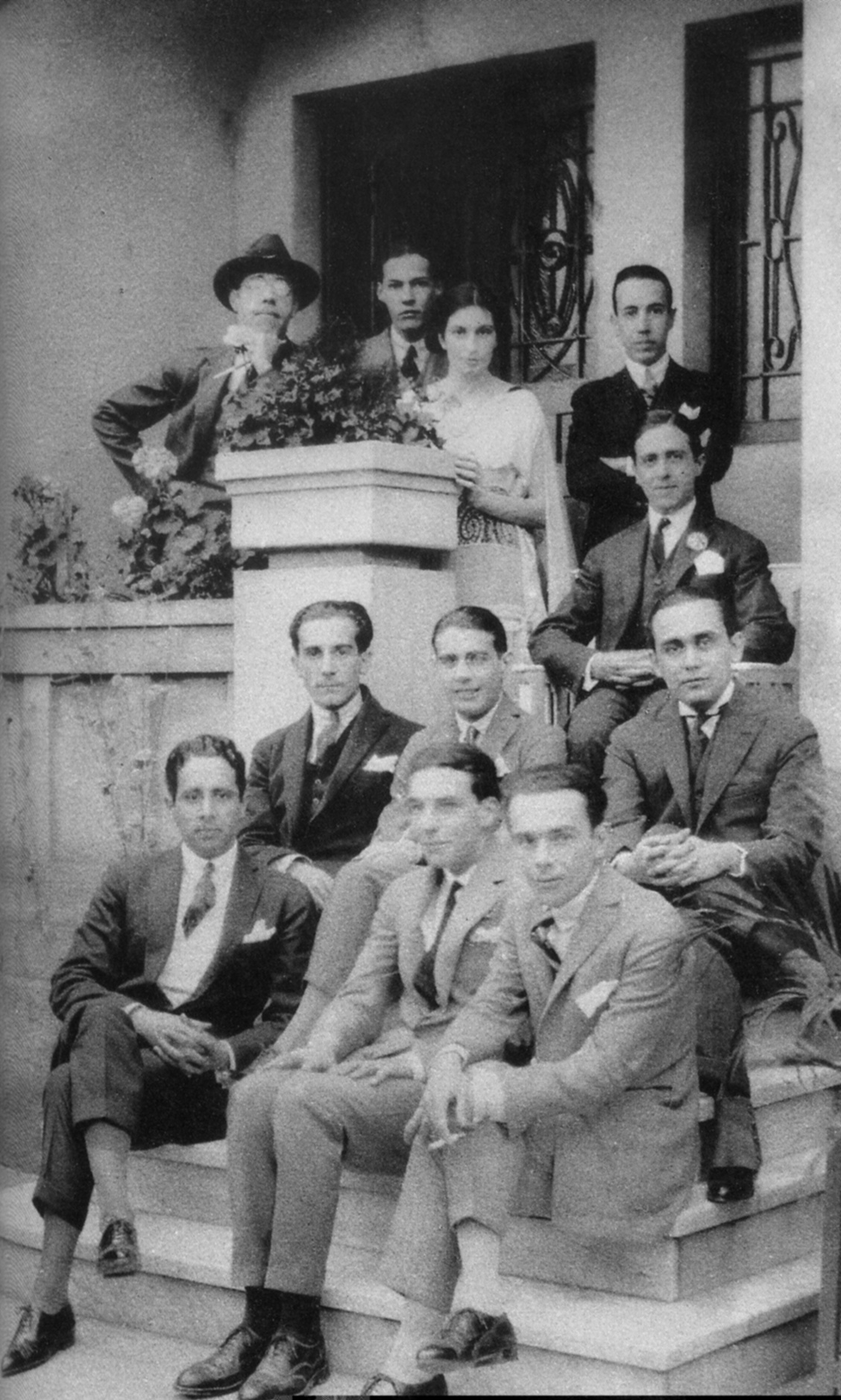
Mário de Andrade (primer des de l'esquerra, dalt), Rubens Borba de Moraes (assegut, segon des de l'esquerra) i altres modernistes a São Paulo, 1922.

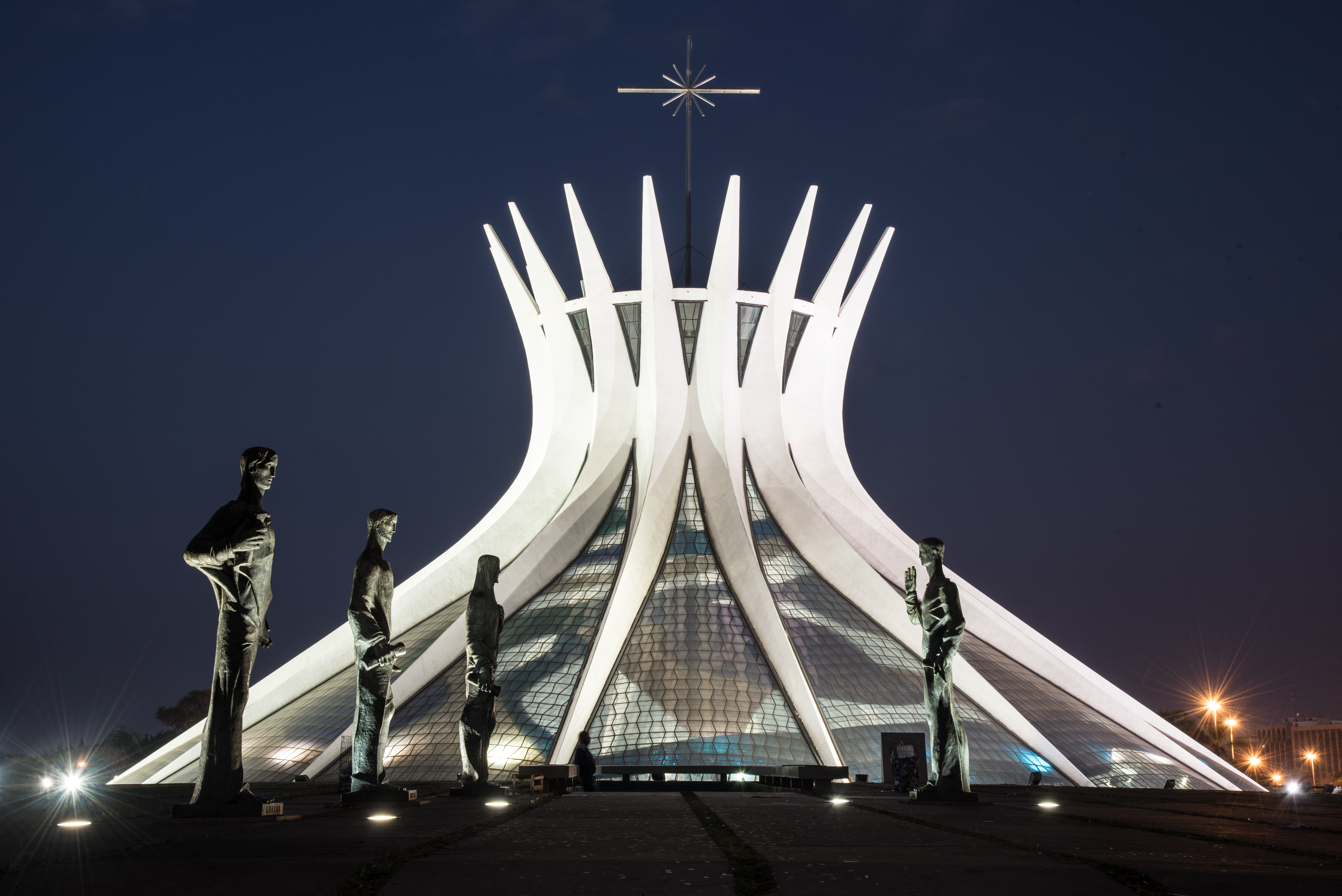
Oscar Niemeyer: Catedral de Brasília. Les estàtues són obres d'Alfredo Ceschiatti

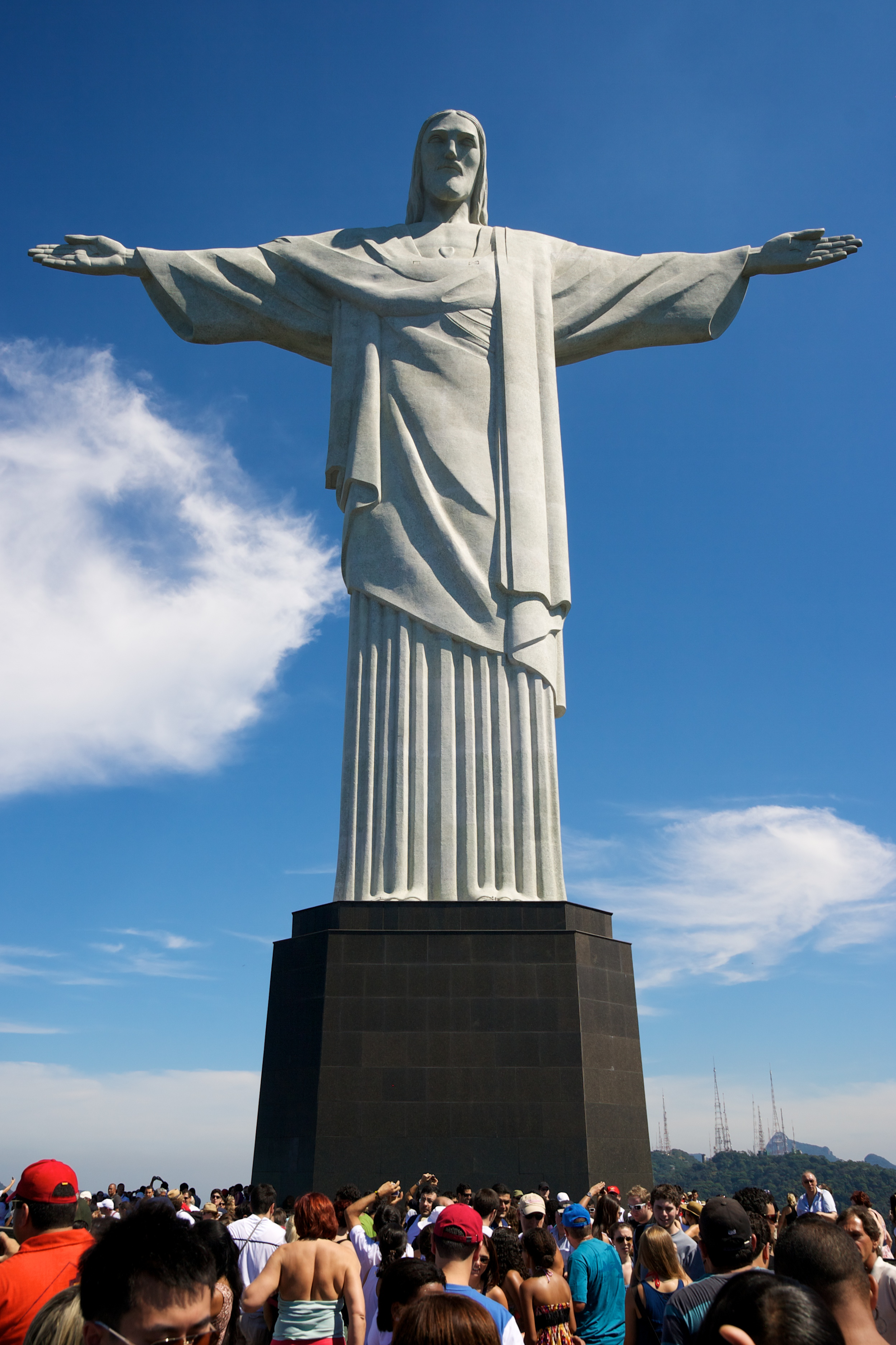
Crist Redemptor, Rio de Janeiro, de Paul Landowski i Gheorghe Leonida, 1931.

El Modernisme al Brasil va ser un ampli moviment cultural que va tenir un fort impacte en l'escena artística i la societat brasilera de la primera meitat del segle xx, especialment en el camp de la literatura, les arts plàstiques i l'arquitectura. Es va desencadenar per l'assimilació de tendències culturals i artístiques iniciades a Europa en el període anterior a la Primera Guerra Mundial. Aquestes tendències es van anomenar avantguardes europees, i les principals van ser el cubisme, el futurisme, el dadaisme, l'expressionisme i el surrealisme. Aquests nous llenguatges moderns aportats pels moviments artístics i literaris europeus van ser assimilats progressivament pel context artístic brasiler, però centrant-se en elements de la cultura del país, ja que calia posar en valor allò que era nacional.

## Història

### Setmana d'Art Modern
A principis de segle, va haver-hi una lluita entre les velles escoles i les tendències modernistes. El festival de la Setmana d'Art Modern, celebrada a São Paulo el 1922, va ser rebut amb una forta crítica pels sectors conservadors de la societat, però va ser una fita en la història de l'art brasiler. Incloïa exposicions de pintures i escultures, conferències, concerts i la lectura de poemes. A causa del radicalisme (pels temps) d'alguns dels seus poemes i música, els artistes van ser impulsats i disputats per l'audiència, i els crítics de premsa i art en general van ser durs en la seva condemna. Tanmateix, aquests artistes ara són vists com els fundadors de l'art modern en el Brasil.
La literatura modernista i la teoria de l'art van estar representades per Oswald de Andrade, Sérgio Milliet, Menotti Del Picchia i Mário de Andrade, la novel·la revolucionària del qual Macunaíma (1928) és un dels textos fundacionals del modernisme brasiler. La pintura va estar representada per Anita Malfatti, Tarsila do Amaral, Emiliano Di Cavalcanti, Lasar Segall, Vicente do Rego Monteiro; escultura de Victor Brecheret; i música d'Heitor Vila-Lobos, líder d'un nou nacionalisme musical, entre molts altres.

### Evolució
La Setmana no només va introduir a un públic més ampli en les tendències modernes i experimentals derivades de l'expressionisme europeu, el cubisme i el surrealisme, sinó que també volia fer ús del folklore nacional com base per un art més rellevant per la realitat brasilera, amb una major consciència social. Aquest "canibalisme" dels moviments europeus i la seva transformació en veritable expressió brasilera és el leitmotiv del Manifest Antropòfag, publicat per Oswald de Andrade el 1928, que dibuixa paral·lelismes entre la història de l'art i els rituals caníbal del poble tupi.
Tanmateix, el radicalisme d'aquests primers modernistes no va durar molt en una societat acostumada a les modes tradicionals, i els membres del nucli original (el Grupo dos Cinco) s'havien separat el 1929, seguint camins individuals. L'art brasiler es va convertir llavors en una mescla d'alguns assoliments importants dels moderats, és a dir, la llibertat de l'agenda acadèmica estricta, amb trets més convencionals, donant pas en la següent generació a un modernisme moderat, exemplificat pel pintor Candido Portinari, que va ser com el pintor oficial del govern brasiler a la meitat de segle.

## Derivacions
Dins del grup d'artistes brasilers, l'obra d'art de Chico Niedzielski s'ha difós per tot el país. Se sap que la seva obra s'inspira en la Geometria Sagrada, trencant la tendència a posar el focus en temes brasilers i buscant una forma més universal i atemporal d'art brasiler.
L'erosió del modernisme radical en les arts visuals a principis del segle XX no es va reflectir en la literatura brasilera. Clarice Lispector va escriure novel·les existencialistes i va desenvolupar un estil altament personal, ple de racionalitat de consciència i epifanies. João Guimarães Rosa va canviar el rostre de la literatura brasilera amb el seu llenguatge experimental, i el dramaturg Nelson Rodrigues es va ocupar de la delinqüència, els prejudicis, la passió i les patologies sexuals.
Als anys 1950, la pintura i l'escultura van recuperar la força a través de l'abstraccionisme, i l'arquitectura també va començar a mostrar característiques avançades, influenciades per Le Corbusier. El seu major assoliment va ser el nucli urbà de Brasília, dissenyat per l'urbanista Lúcio Costa i l'arquitecte Oscar Niemeyer, ara Patrimoni de la Humanitat.
La música brasilera va esdevenir referent mundial, gràcies a la fusió en diverses fases amb ritmes arribats dels Estats Units. D'aquí en sorgiren la Bossa nova i el Tropicalisme.